# Södra Larmgatan
A Södra Larmgatan é uma prestigiada rua de Gotemburgo, na Suécia.
A rua tem 320 m de extensão, começando em Korsgatan e terminando em Hvitfeldtsplatsen.
É uma importante rua comercial de Gotemburgo, merecendo destaque os seguintes pontos:
- Gudrun Sjödén - roupas ecológicas
- Tiger of Sweden - moda
- Marc Jacobs - moda
- Henri Lloyd - moda
- Espresso House - café
- Furetti - sapataria
- Mums mammakläder - roupas para mães
- Bokia - livraria
- Biopalatset - cinema